# Luvidjo
La Luvidjo est une rivière de la république démocratique du Congo, traversant le territoire de Kabongo dans le Haut-Lomami, le territoire de Manono au Tanganyika, séparant ce dernier du territoire de Kabalo avant de se déverser dans le Lwalaba (fleuve Congo).